# San Jorge (Rafael)
San Jorge o San Jorge y el dragón (en italiano San Giorgio e il drago) es una pequeña pintura del artista del Alto Renacimiento italiano Rafael Sanzio, que data del año 1504. Es una pintura al óleo sobre tabla con unas dimensiones de 31 centímetros de alto y 27 cm de ancho. Se conserva en el Museo del Louvre de París, Francia, donde se exhibe con el título de Saint Georges luttant avec le dragon.
Se ha señalado como posible comitente de la obra al duque de Urbino, Guidolbaldo da Montefeltro, hijo de Federico da Montefeltro. El cuadro perteneció al cardenal Ascanio Sforza, pasó después al cardenal Mazarino, que lo exhibía, a modo de díptico, junto a un Pequeño san Miguel, también en el Louvre. En 1661 pasó a las colecciones del rey Luis XIV. 
Rafael representa a San Jorge montado en su caballo decidido a golpear al dragón con su espada. Anteriormente, el santo ha acometido con su lanza al dragón, haciéndose ésta pedazos, lo que se evidencia por un trozo de lanza que el animal tiene clavado en el pecho, quedando los demás trozos dispersos por el suelo en diferentes direcciones. En un segundo plano puede verse a la princesa huyendo. La armadura del guerrero está pintada con gran detalle, recordando un poco al arte de las miniaturas.
Consigue imprimir movimiento gracias a la cabriola del caballo, en escorzo, y la postura del dragón.
La perspectiva y sensación de profundidad se logra con los tres trozos de lanza que yacen en el suelo.
Una versión posterior del mismo tema es el San Jorge en la Galería Nacional de Arte en Washington D. C..